# 中亚黄耆
中亚黄耆（学名：Astragalus woldemari）为豆科黄耆属下的一个种。

## 变种
黑枝黄耆（学名：Astragalus woldemari var. atrotrichocladus）是豆科黄芪属中亚黄耆的变种，为中国的特有植物。分布在中国大陆的新疆等地，生长于海拔1,600米的地区，见于石质山坡。

## 扩展阅读
- 維基物種上的相關：中亚黄耆